# Valerie Gotay
Valerie Gotay (San Diego, 5 de noviembre de 1973) es una deportista estadounidense que compitió en judo. Ganó dos medallas en los Juegos Panamericanos en los años 1991 y 2007, y seis medallas en el Campeonato Panamericano de Judo entre los años 1988 y 2008.
Participó en los Juegos Olímpicos de Pekín 2008, donde finalizó decimoquinta en la categoría de –57 kg.

## Palmarés internacional
| Juegos Panamericanos    | Juegos Panamericanos     | Juegos Panamericanos | Juegos Panamericanos |
| Año                     | Lugar                    | Medalla              | Categoría            |
| ----------------------- | ------------------------ | -------------------- | -------------------- |
| 1991                    | La Habana (Cuba)         | Medalla de plata     | –48 kg               |
| 2007                    | Río de Janeiro (Brasil)  | Medalla de plata     | –57 kg               |
| Campeonato Panamericano |                          |                      |                      |
| Año                     | Lugar                    | Medalla              | Categoría            |
| 1988                    | Buenos Aires (Argentina) | Medalla de plata     | –45 kg               |
| 1990                    | Caracas (Venezuela)      | Medalla de plata     | –48 kg               |
| 2005                    | Caguas (Puerto Rico)     | Medalla de oro       | –57 kg               |
| 2006                    | Buenos Aires (Argentina) | Medalla de bronce    | –57 kg               |
| 2007                    | Montreal (Canadá)        | Medalla de oro       | –57 kg               |
| 2008                    | Miami (Estados Unidos)   | Medalla de oro       | –57 kg               |